# Phytomyza ceanothi
Phytomyza ceanothi este o specie de muște din genul Phytomyza, familia Agromyzidae, descrisă de Spencer în anul 1986.
Este endemică în Kansas. Conform Catalogue of Life specia Phytomyza ceanothi nu are subspecii cunoscute.